# Tantalus-Grünmeerkatze

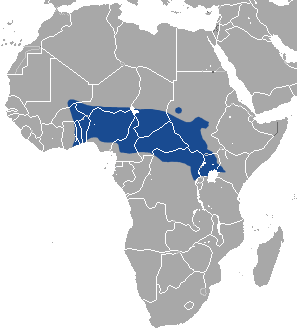
Das Verbreitungsgebiet der Tantalus-Grünmeerkatze

Die Tantalus-Grünmeerkatze (Chlorocebus tantalus) ist eine Primatenart aus der Familie der Meerkatzenverwandten (Cercopithecidae). Sie ist eine der sieben Arten, in die die Grünen Meerkatzen in jüngeren Systematiken unterschieden werden. Tantalus-Meerkatzen sind im mittleren Afrika beheimatet, ihr Verbreitungsgebiet erstreckt sich vom Volta-Fluss in Ghana bis nach Sudan, Uganda und das nordwestliche Kenia. Sie bewohnen eine Vielzahl von Lebensräumen, sowohl offene Wälder als auch Savannen, sind allerdings auf Schlafbäume angewiesen.

## Merkmale
Das Fell dieser Primaten ist an der Oberseite graugrün gefärbt, die Unterseite ist heller, nahezu weiß. Das Gesicht ist schwarz, auf der Stirn befindet sich ein heller Streifen. Schwarz sind ebenfalls die Hände und die Füße. Männchen erreichen eine Kopf-Rumpf-Länge von 44 bis 83 Zentimetern, haben einen 58 bis 60 Zentimeter langen Schwanz und erreichen ein Gewicht von 4,3 bis 6,4 kg. Weibchen sind mit einer Kopf-Rumpf-Länge von 30 bis 40 Zentimeter und einem 41 bis 66 Zentimeter langen Schwanz deutlich kleiner.

## Lebensraum und Lebensweise
Ihre Lebensweise dürfte mit der der anderen Grünmeerkatzen übereinstimmen. Sie sind tagaktiv und halten sich häufiger als andere Meerkatzenartige am Boden auf, obgleich sie gut klettern können. Sie leben in großen Gruppen, die aus einigen Männchen, vielen Weibchen und deren Nachwuchs bestehen und bis zu 80 Tiere umfassen können. In den Gruppen etablieren Männchen und Weibchen eine ausgeprägte Hierarchie, die unter anderem im Zugang zu Nahrungsressourcen und der gegenseitigen Fellpflege zum Ausdruck kommt.
Sie sind Allesfresser, die Früchte, Triebe und andere Pflanzenteile, aber auch Insekten und andere Kleintiere zu sich nehmen.
Zwar werden sie mancherorts wegen ihres Fleisches bejagt und leiden an der Zerstörung ihres Lebensraumes, dennoch dürften die Tantalus-Grünmeerkatzen nicht zu den bedrohten Arten zählen.